# Klára Moravcová
Pour les articles homonymes, voir Moravcová.
Klára Moravcová, née le 19 mars 1983 à Ústí nad Orlicí, est une fondeuse et biathlète tchèque.  

## Biographie
En équipe nationale de biathlon à partir de 2000, elle remporte deux médailles en relais aux Championnats du monde junior : d'argent en 2001 et de bronze en 2003, ainsi que trois médailles en relais aux Championnats d'Europe junior.
En 2005, elle remporte une médaille de bronze en relais aux Championnats du monde de biathlon d'été à Muonio, après avoir gagné une autre médaille de bronze aux Championnats d'Europe de la discipline en relais mixte. Dans la Coupe d'Europe, elle signe un top dix (neuvième place à Cesana San Sicario).
Début 2006, elle court sa première manche de Coupe du monde de biathlon à Oberhof (77e).
En 2006-2007, elle fait ses débuts officiels en ski de fond, délaissant le biathlon. Après sa première victoire en Coupe slave début 2008, elle fait ses débuts en Coupe du monde à Liberec (58e). Au même lieu, elle dispute sa première épreuve sur un mondial en 2009, pour un résultat de 45e sur le trente kilomètres libre. En 2009, elle est également gagnante du classement général de la Coupe slave et a pris une quatrième place aux Championnats du monde de rollerski.
À partir de 2012, elle commence à concourir sur les manches de la Coupe Marathon, obtenant son premier podium en 2015 sur la Bieg Piastów (2e).
En 2014, elle est sélectionnée pour sa seule édition des Jeux olympiques, à Sotchi, terminant au mieux 42e en individuel (30 km) et huitième en relais.

## Palmarès en ski de fond

### Jeux olympiques d'hiver
| Épreuve / Édition | Sprint | Sprint                           | 10 km                            | 10 km     | Skiathlon 2 × 7,5 km | 30 km | Relais | Relais   |
| Épreuve / Édition | libre  | classique                        | libre                            | classique | Skiathlon 2 × 7,5 km | 30 km | Sprint | 4 × 5 km |
| JO 2014 Sotchi    | -      | Épreuve inexistante à cette date | Épreuve inexistante à cette date | 45e       | 56e                  | 42e   | —      | 8e       |

Légende :
- : pas d'épreuve
- — : Non disputée par Klára Moravcová

### Championnats du monde
| Épreuve / Édition     | Sprint | Sprint                           | 10 km                            | 10 km     | Skiathlon 2 × 7,5 km | 30 km | Relais | Relais   |
| Épreuve / Édition     | libre  | classique                        | libre                            | classique | Skiathlon 2 × 7,5 km | 30 km | Sprint | 4 × 5 km |
| Mondiaux 2009 Liberec | -      | Épreuve inexistante à cette date | Épreuve inexistante à cette date | —         | -                    | 45e   | -      | -        |

Légende :
- : pas d'épreuve
- — : Non disputée par Klára Moravcová

### Worldloppet
- 3e du classement général de la Worldloppet Cup en 2016.
- 5 podiums en Coupe Marathon / Worldloppet Cup.

## Palmarès en biathlon

### Championnats du monde de biathlon d'été
- Muonio 2005 :
  -  Médaille de bronze sur le relais (cross-country).

### Championnats du monde junior
- Khanty-Mansiïsk 2001 :
  -  Médaille d'argent sur le relais.
- Kościelisko 2003 :
  -  Médaille de bronze sur le relais.

### Championnats d'Europe junior
- Haute Maurienne 2001 :
  -  Médaille d'argent sur le relais.
- Forni Avoltri 2003 :
  -  Médaille de bronze sur le relais.
- Minsk 2004 :
  -  Médaille de bronze sur le relais.